# Wilhelm Lahnsteiner
Wilhelm Lahnsteiner (* 4. Dezember 1890 in Hallstatt; † 1962) war ein österreichischer Richter der ordentlichen Gerichtsbarkeit und Verfassungsrichter. Lahnsteiner war von 1946 bis 1954 Mitglied des österreichischen Verfassungsgerichtshofs und von 1949 bis 1954 Präsident des Oberlandesgerichts Linz.

## Leben
Wilhelm Lahnsteiner trat im Jahr 1919 in den richterlichen Dienst an unterschiedlichen österreichischen Gerichten der Ersten Republik ein. Auch nach dem „Anschluss“ Österreichs an das nationalsozialistische Deutsche Reich blieb Lahnsteiner als Richter tätig. Nach der Befreiung Österreichs wurde Wilhelm Lahnsteiner mit 1. September 1945 von der amerikanischen Besatzungsbehörde mit der Leitung des Kreisgerichts Wels betraut. Am 14. November 1945 wurde er zudem von der Besatzungsbehörde zum provisorischen Leiter des Oberlandesgerichts Linz bestellt.
Mit 18. Juni 1946 wurde Wilhelm Lahnsteiner auf Vorschlag der österreichischen Bundesregierung vom Bundespräsidenten zum Mitglied des wiedererrichteten österreichischen Verfassungsgerichtshofs ernannt. Zunächst wurde ihm – wohl aufgrund seiner sozialdemokratischen Einstellung – von der Besatzungsbehörde die definitive Bestellung als Gerichtspräsident verwehrt, im Jänner 1948 wurde Lahnsteiner jedoch schließlich zuerst zum Präsidenten des Kreisgerichts Wels und mit 1. Jänner 1949 auch definitiv zum Präsidenten des OLG Linz bestellt.
Nachdem Lahnsteiner aufgrund eines schweren Herzleidens bereits mit 24. März 1954 aus dem Verfassungsgerichtshof hatte ausscheiden müssen, trat er mit 31. Dezember desselben Jahres auch als Gerichtspräsident in den Ruhestand. Er verstarb im Jahr 1962.